# پالینی (قمر)
پالینی (انگلیسی: Pallene) نام قمری بسیار کوچک از زحل است که بین میماس و انسلادوس می‌چرخد.
این قمر توسط تیم تصویربرداری کاسینی در سال ۲۰۰۴ کشف شد. در سال ۲۰۰۵ نام پالینی برای آن انتخاب و در سال ۲۰۰۶ توسط IAU تایید شد. نام پالینی یکی از غول‌های اسطوره‌های یونانی است.
بررسی‌های بیشتر نشان داد که این قمر در ابتدا در سال ۱۹۸۱ توسط ویجر ۲ کشف شده بود و فاصله آن ۲۰۰٬۰۰۰ کیلومتر از زحل تخمین زده شده‌بود. اما در دیگر تصاویر ویجر معلوم نبود و به همین دلیل مدارش قابل اندازه‌گیری نبود.

## یادداشت
1. ↑  Calculated from Pallene's volume-equivalent sphere radius of ۲٫۲۳±۰٫۰۷ km given by Thomas et al. (2020)[۶]: ۲